# Mariage musulman marocain

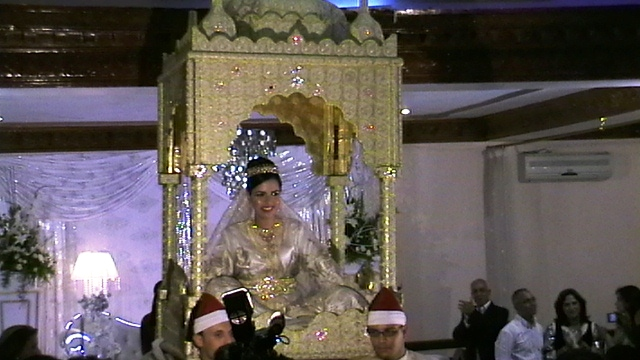
La amariya, pilier du mariage marocain

 (février 2015).
Si vous disposez d'ouvrages ou d'articles de référence ou si vous connaissez des sites web de qualité traitant du thème abordé ici, merci de compléter l'article en donnant les références utiles à sa vérifiabilité et en les liant à la section « Notes et références ».
Au Maroc, la cérémonie nuptiale est fondée sur des rites précis et des coutumes ancestrales.

## Mariage

### Différences régionales

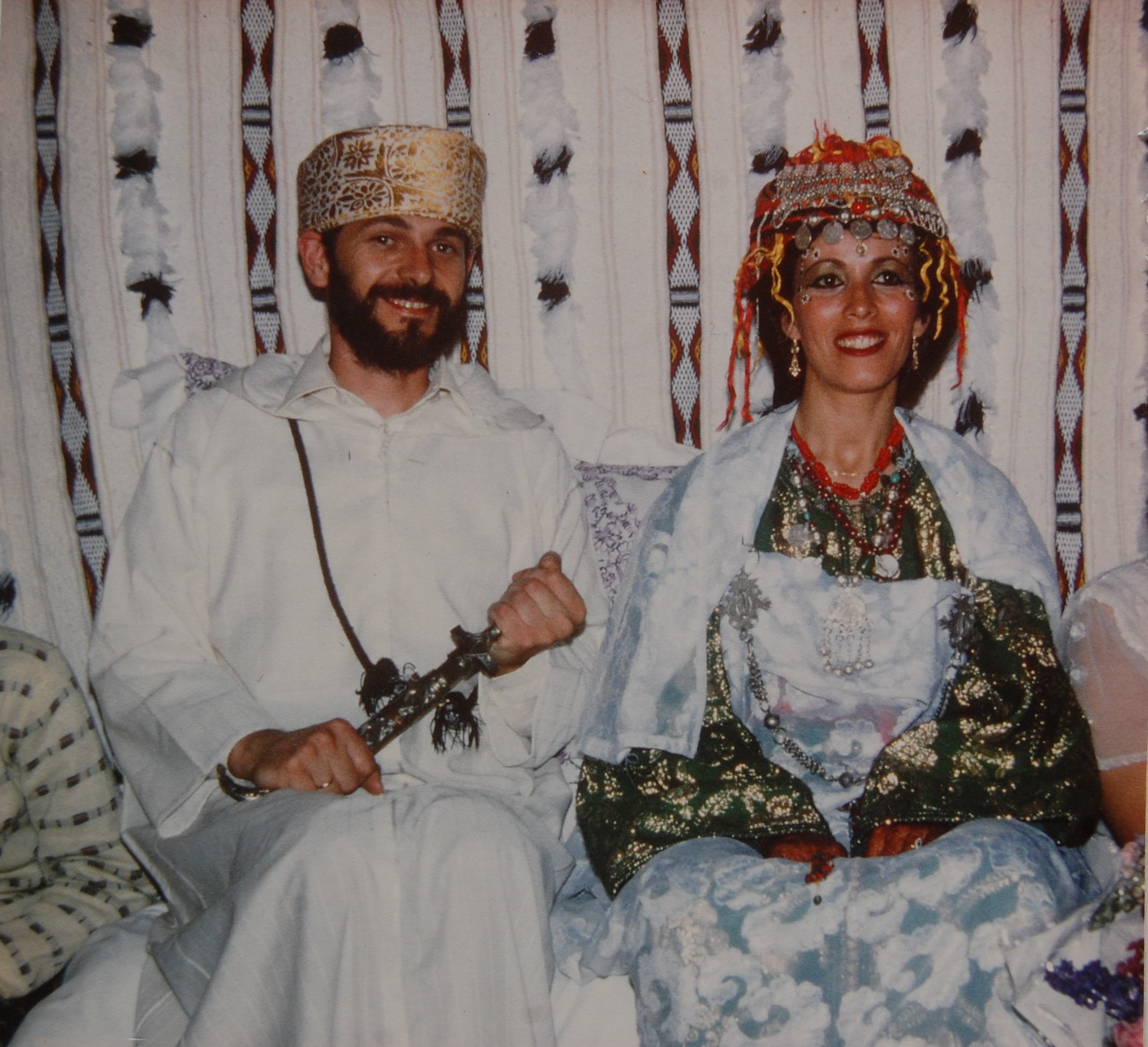
Mariés berbères Chleuh

Le mariage marocain est un événement d'une grande envergure, il est préparé minutieusement et célébré joyeusement avec les familles des deux époux, leurs proches, leurs amis, leurs collègues de travail et leurs voisins. Au Maroc, le mariage reste étroitement lié aux traditions et coutumes ancestrales du pays. Ces dernières ont pour but de mettre en valeur la mariée et l'unité des familles des deux conjoints. Le déroulement de la cérémonie nuptiale est pratiquement identique dans toutes les villes marocaines, mais les rites varient d'une région à l'autre. Tenues vestimentaires, chants, danses, et les mets diffèrent avec des signes distinctifs selon la coutume et la culture de la région. Selon la religion musulmane, au Maroc une femme mariée garde son nom de jeune fille,
Tout au long des festivités, la mariée enfile successivement plusieurs caftans traditionnels ; quant au marié, il se contente généralement deux types de tenues : un complet occidental et une tenue traditionnelle reflétant ses origines ethniques.
Autrefois, le mariage s'étalait sur sept jours mais désormais, il a été réduit à trois jours dans les zones rurales et à un jour en milieu urbain.
En ville, la cérémonie nuptiale est fréquemment organisée dans des salles de fêtes spécialement aménagées pour célébrer les mariages. La décoration de la salle répond aux coutumes et aux exigences de leurs hôtes. Les chants et les danses exécutés pendant la cérémonie font uniquement honneur à l'union du couple et aux parents des deux mariés.
Dans les campagnes, la fête prend une tout autre allure, puisqu'elle mobilise de manière spontanée les gens d'un douar (village) tout entier et cela durant plusieurs jours.

### Préambules du mariage
Le marié se présente avec sa famille pour demander la main de sa bien-aimée auprès du père de cette dernière. Une fois l'accord obtenu pour sceller le destin des deux amoureux, les deux familles entament les préparatifs nécessaires pour la cérémonie nuptiale. La dot de la mariée, la date et les frais de la cérémonie, etc., sont fixés verbalement entre les deux familles. Pendant cette période, le futur marié offre des bijoux et des vêtements à sa fiancée. Autrefois, tous les mariages étaient arrangés, mais aujourd'hui, peu de Marocains respectent cette tradition.

### Acte de mariage
Deux adouls (notaires traditionnels) sont invités chez le père du marié ; ils certifient et escortent la somme de la dot jusqu'au domicile de la mariée. Le versement de la dot met fin aux fiançailles et marque le début des festivités du mariage. La date est fixée par les chefs de familles (généralement les mariages marocains sont organisés en été).
La veille de la cérémonie officielle, les deux familles se réunissent chez la future épouse. La dot est ensuite donnée au père de la fiancée. Le certificat de mariage, appelé al kaghet, est établi par un adoul (le notaire de droit musulman) accrédité par la section de la justice de famille marocaine. Une fois l'acte signé par les époux, l'original du certificat de mariage est remis à l'épouse et une copie à l'époux.

### Après l'acte de mariage
Quelques jours avant la nuit de noces, les traditions imposent que la chambre nuptiale du fiancé soit préparée par les femmes de sa famille. Le lendemain, est appelé « nahar ez-zîna » (jour de l’embellissement) ou encore « nahar el-farch » (jour des matelas), et les femmes se rendent chez la fiancée pour préparer tout ce qu'elle doit emporter dans sa nouvelle maison.
Au Maroc, une marieuse traditionnelle est appelée « negafa » en dialecte marocain. Elle organise les mariages marocains et veille à respecter scrupuleusement tous les rites et coutumes du pays. Les marieuses sont généralement composées de 4 à 5 femmes ; elles suivent les directives de l'une d'entre elles pendant une fête. Véritables maîtresses de cérémonie, elles se plient aussi aux désirs des époux et de leurs familles qui peuvent personnaliser certains aspects de la fête. Après l'acte de mariage, la future épouse est prise en charge uniquement par les femmes de sa famille et la negafa pour :
- Une séance au hammam : la mariée et les femmes de sa famille forment un cortège pour se rendre à pied au hammam avec les chants, les incantations et les youyous des negafat et houariat qui auront la charge du bon déroulement de la cérémonie du bain maure sous ses moindres détails[4].
- Le rituel du henné : après le bain, la mariée enfile une tenue de couleur verte pour ce rituel. Comme le veut la tradition, la mariée doit avoir des tatouages au henné sur ses mains et ses pieds pour lui porter bonheur et prospérité. Les tatouages au henné sont faits par une nekacha (tatoueuse au henné) qui dessine des motifs symboliques pour embellir la mariée.
- La Hdiya est le jour où les cadeaux sont offerts à la future mariée. Un repas festif est servi pour les invités, les hommes sont regroupés séparément des femmes[5].

Aujourd'hui, les esthéticiennes remplacent peu à peu les marieuses traditionnelles dans leurs domaines.

### Le jour du mariage
Les deux mariés réunissent leurs familles et leurs ami(e)s chez eux. Les invités arrivent en soirée, tandis que l'épouse se fait aider par une coiffeuse, une maquilleuse, la negafa et ses proches pour se préparer (s’habiller, se coiffer, se maquiller, etc.). La réussite d'un mariage implique la présence d'au moins une negafa (neggafates, au pluriel), qui se charge de suivre le déroulement des festivités, en se référant aux  traditions, aux usages et  aux coutumes. Elles habillent la mariée plusieurs fois durant la fête, la parent de bijoux, veillent à ce que les plis des caftans restent visibles pour la séance photos et minutent la cérémonie.
Pendant la soirée, la fête du mariage commence avec l’arrivée des époux qui sont attendus dans la salle de fête, ils sont accueillis par des youyous et des applaudissements et arrivent hissés sur des plateaux en bois décorés (amariya) que tiennent plusieurs hommes (dkaykiya) sur leurs épaules tout en dansant aux rythmes des chants en chœur et des coups de tambour. Les époux sont dirigés ensuite vers un trône placé sur une estrade et font face à tous leurs invités dans la salle. Entre-temps, les convives boivent du thé à la menthe, mangent des gâteaux, salés, sucrés, fruits secs, etc., en attendant le plat principal. Les gâteaux servis en cette occasion sont : la baklawa aux amandes, les cornes de gazelle, croissants aux amandes et aux graines de sésame, dattes fourrées à la pâte d'amande, ghribiya aux noix, tranches d'oranges glacées aux amandes.
Le couple est installé sur un trône placé sur une estrade, où ils vont rester une grande partie de la soirée pour accueillir leurs invités venus les féliciter. Cette réception est interrompue par le départ des époux vers les vestiaires qui reviennent plus tard, après avoir changé de tenue. Ils en porteront cinq (ou sept) en tout, tantôt traditionnelles, tantôt modernes.
Autre grand moment de la soirée, quand le couple ou la mariée seule est portée sur l'amariya par les dkaylia en cape blanche dansant au rythme des musiques de l’orchestre. La fête se termine tard puisqu'elle peut durer jusqu'à l'aube.

## Historique

### Mariage à l'ancienne

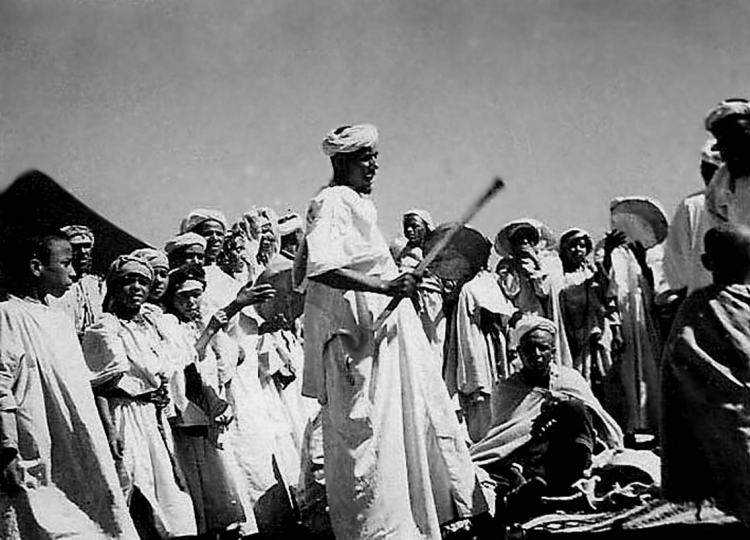
Mariage traditionnel au Maroc au début des années 1940

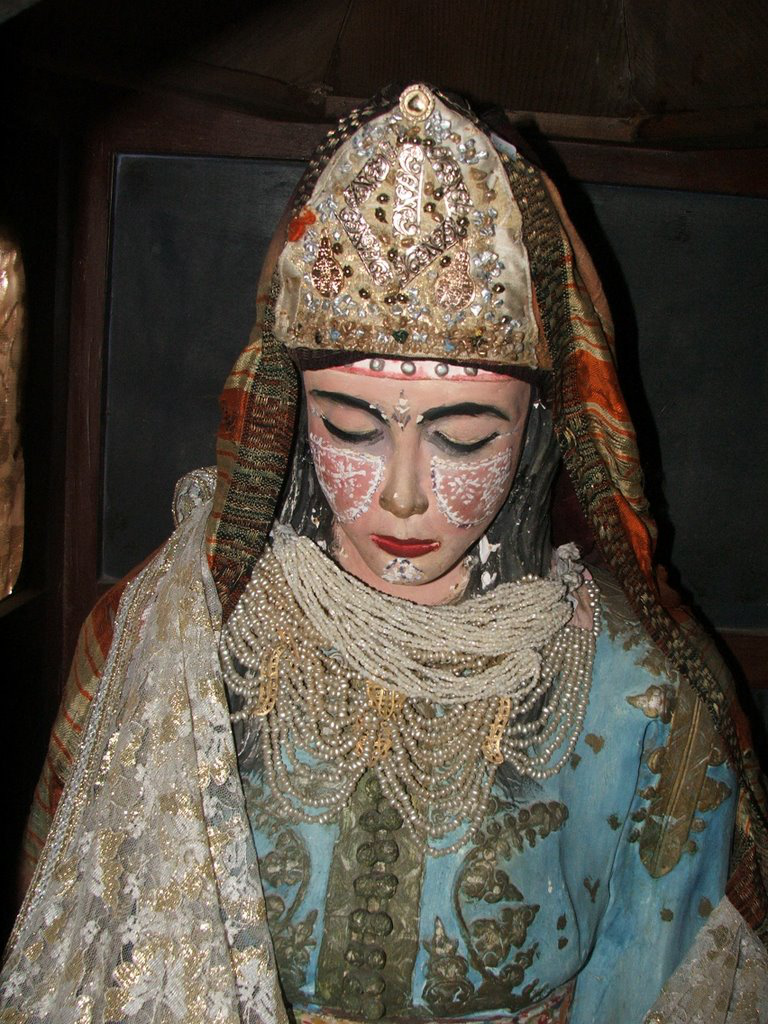
Costume de mariage à l'ancienne
Museo de Etnografía de Tetuán

Auparavant les prémices du mariage commençaient par la remise d'une dot à la future épouse, tandis que la famille du marié devait reverser une somme équivalente. Cet acte marquait la fin des fiançailles et le début des fêtes du mariage. Après la rédaction de l'acte chez le père du futur époux, celui-ci et quelques amis allaient chez le père de la jeune fille porter la somme qui lui était dévolue pour son trousseau et le mobilier nécessaire pour leur futur logement. C'est ainsi que la date du mariage était fixée.
Quinze jours avant la date du mariage, la future épouse était tenue de se rendre toutes les deux nuits au bain pour les sept ablutions rituelles. Lors de la dernière ablution au bain, elle arrivait avec des membres de sa famille et ses amies qui la conduisaient vers la dernière salle[pas clair] en poussant des youyous. Tout le passé est brisé. La soirée suivante était dite toualeb sghar. En fin d'après-midi, les femmes se réunissaient autour du thé, tandis que la fiancée placée derrière un rideau avec ses amies recevait les barzat, deux invitées, proches parentes du marié, dont le rôle serait de se tenir de chaque côté de la porte de la chambre nuptiale.
Celle-ci était préparée cinq jours avant le mariage. C'était le jour du déménagement (nahar). Le lendemain, jour de l’embellissement (nahar ez zîna) ou jour des matelas (nahar el farch), était aménagée la chambre nuptiale avec des sofas, coussins et rideaux, ainsi que l'alcôve (dakhchoucha) qui était décorée d’étoffes brodées et de tentures. Pendant ce temps, le fiancé s'était installé dans une maison voisine de celle de sa future. C'était la dar islan qui précédait son installation dans la maison nuptiale, la dar el orss où il ne se rendait que l'après-midi précédant la nuit de noces. C'est là que le coiffeur avait apporté une grande chaise où était installé le futur marié. Le coiffeur lui rasait la tête et lui faisait la barbe. Cette cérémonie, à laquelle assistaient tous ses amis, était appelée el ghrama e’ala el’aris fi ch-chliya.

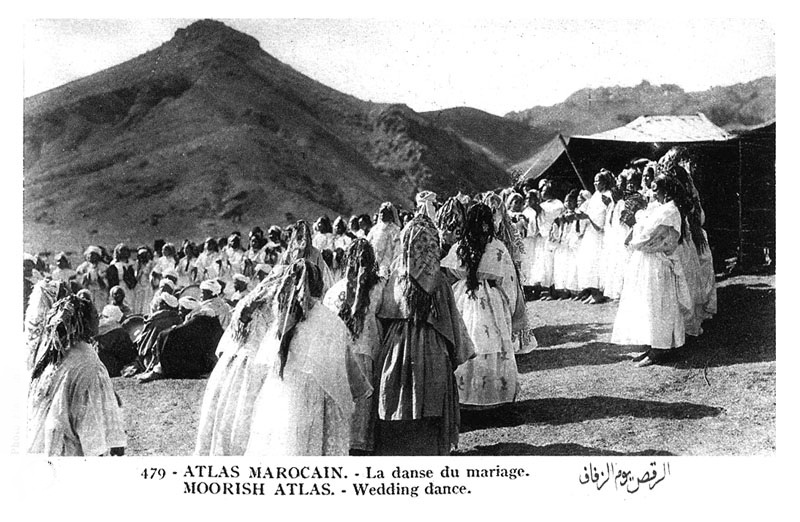
Danse de mariage dans l'Atlas

Tous ces préparatifs permettaient d'arriver enfin au mariage, la nuit de l’arrivée (lilet e-dkhou) où trois fêtes étaient organisées dans les trois maisons (les deux maisons familiales et la dar el orss). Le cortège nuptial se formait avec « les hommes de la famille du marié, les marieuses, la mariée avec cinq ou six parentes habillées pareilles, les parents de la mariée, hommes et jeunes garçons formaient le cortège. Ce cortège conduisait la jeune fille au seuil de la chambre nuptiale et lui présentait deux pains khobza et un trousseau de clés, un bol de lait et un plateau de dattes. La belle mère de la jeune fille soulevait le voile, l’embrassait sur la joue et remettait le voile sur son visage, puis buvait une gorgée de lait et prenait une datte puis retournait à sa place. »
Le futur époux n'arrivait à la dar islan que vers cinq heures du matin. Là, il revêtait une djellaba et un burnous avant de se diriger vers la maison nuptiale où pour la première fois allait lui être dévoilé le visage de sa fiancée. Puis il quittait la chambre pour aller déjeuner avec ses amis. Ce n'est qu'après qu'il revenait dans la chambre nuptiale pour consommer son union. Très tôt le lendemain (sbohi), toutes les femmes mariées se réunissaient pour vérifier et montrer que le caleçon de la jeune mariée était taché de sang.
Ce rite essentiel accompli, les deux jours suivants, la mariée recevait son mari en fin d’après midi. Le cinquième jour, la jeune femme était habillée plus simplement, et pouvait troquer sa coiffure du mariage contre deux tresses. « Les marieuses faisaient asseoir la mariée, et le marié dénouait les tresses, collait une pièce d’or sur son front et les marieuses après la recoiffaient, après quoi elle était présentée aux invités sans maquillage et les yeux ouverts ». Le septième jours, les marieuses, aidées d'autres femmes, venaient remettre en ordre la chambre nuptiale et quittaient la maison. À partir de ce jour, les époux pouvaient prétendre à une vie normale.

## Caftans
La coutume est que la mariée porte sept caftans différents lors de son mariage, chacun représentant une ethnie marocaine différente.
1. Un caftan vert et doré, lors du jour du henné.
2. La takchita blanche symbole de la pureté est la robe d’ouverture.
3. La fassiya (de Fès) est soit blanche, dorée, verte ou rouge.
4. La r’batia (de Rabat) de couleur bleue.
5. La sahraouia (du Sahara marocain) était une m’lehfa composée d'un long tissu enroulé autour du corps.
6. la soussia (ou tenue berbère), originaire du Souss robe très colorée pleine de motifs.
7. Le mejdoub, caftan doré et brodé.

De plus en plus, les mariées portent aussi la robe blanche à l’européenne lors de la cérémonie.

Caftans traditionnels et mariée en lebssa fessia
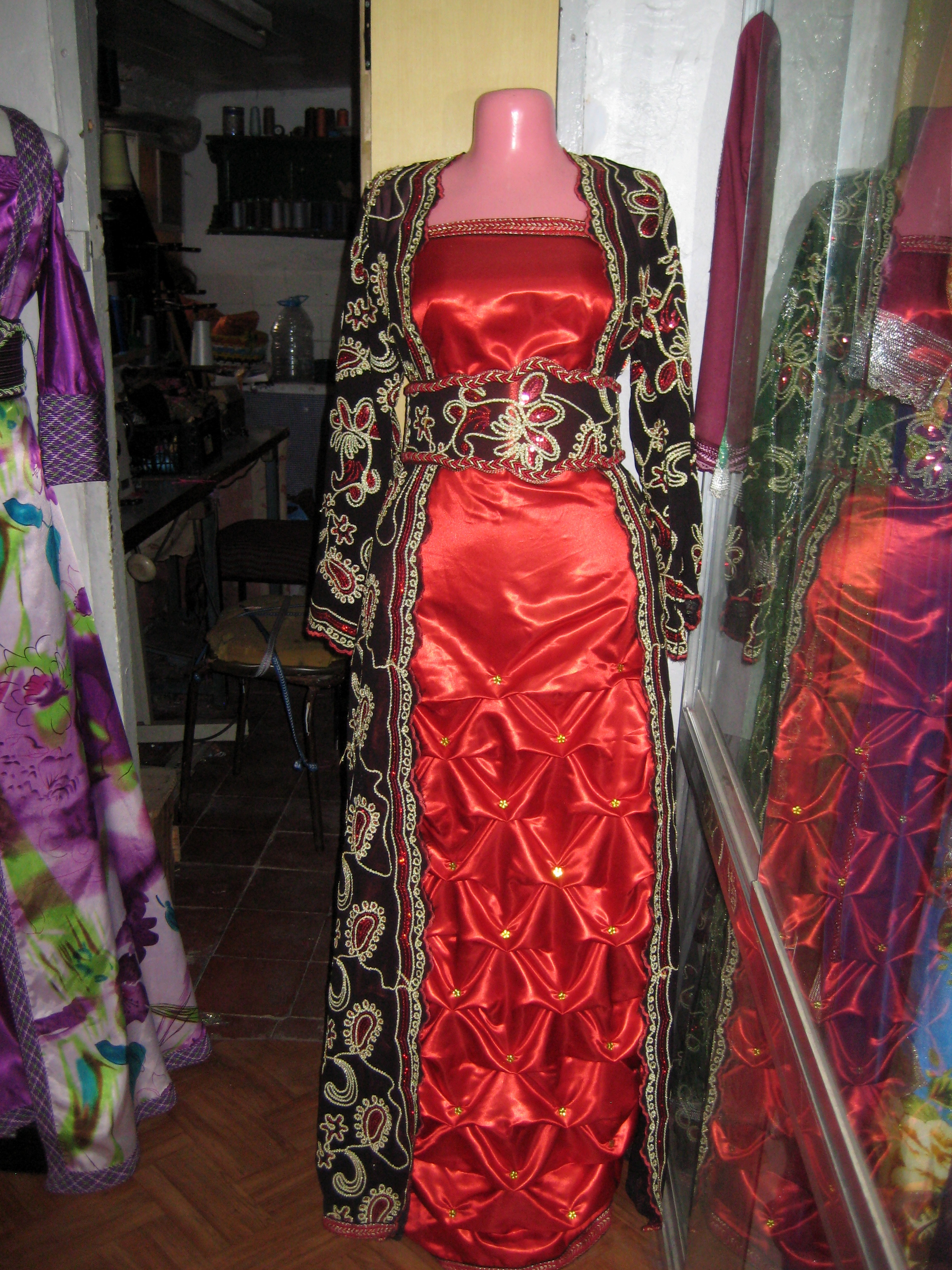
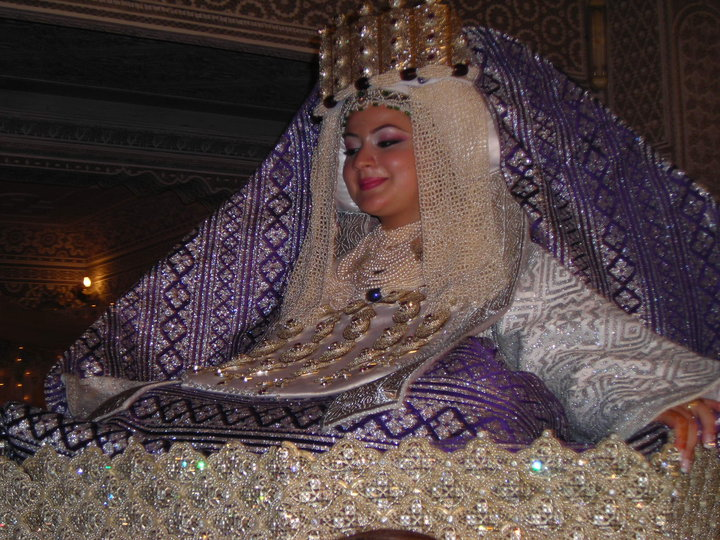
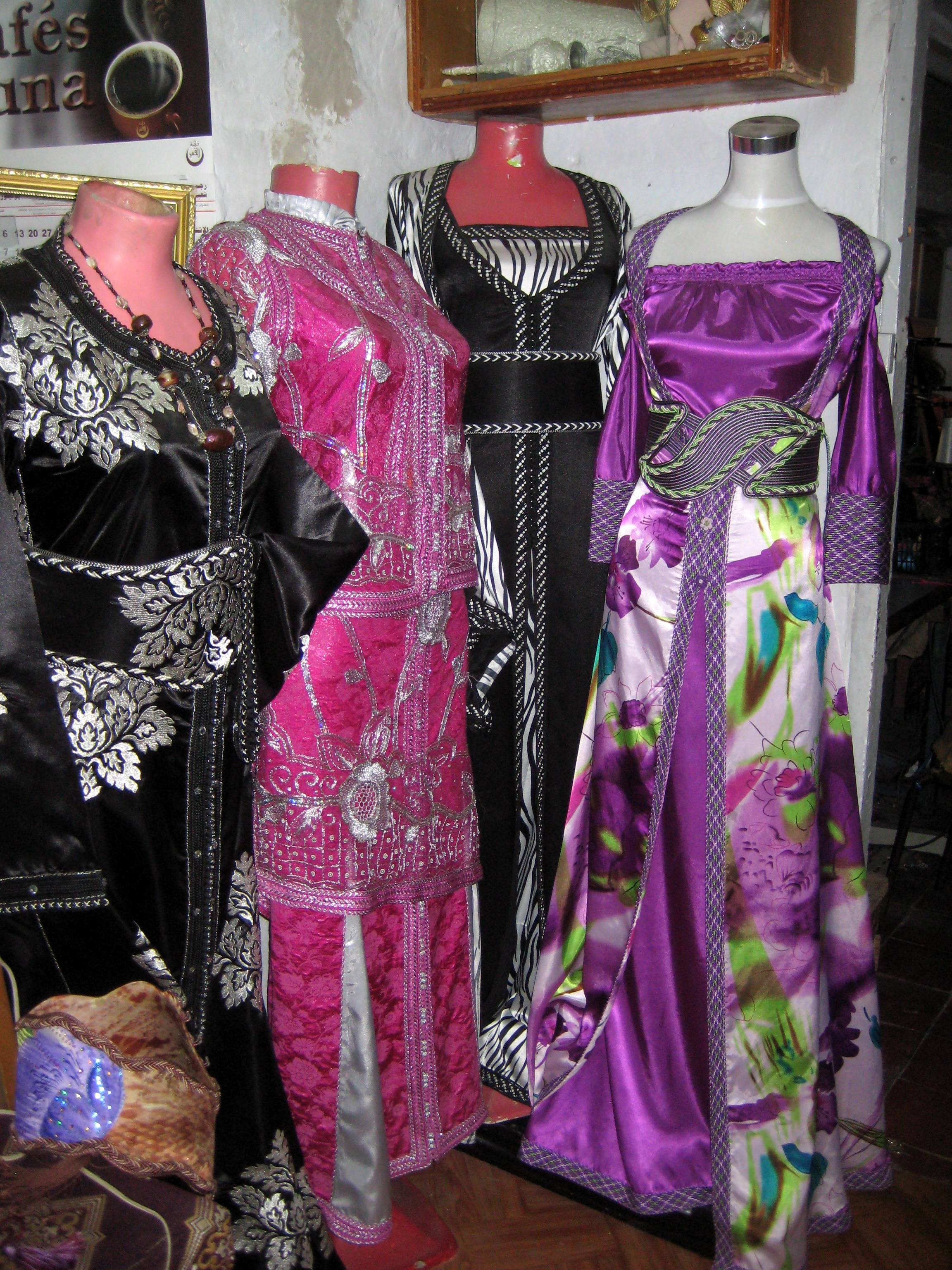
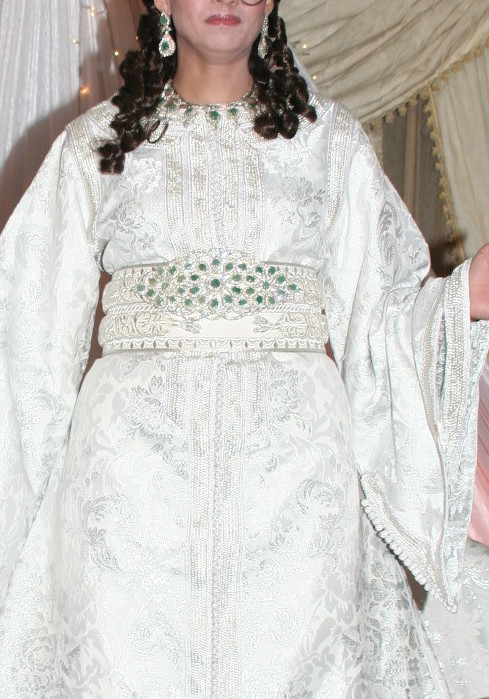

## Negafa
Autrefois, les negafa n'étaient  jamais rétribués mais recevaient un bon repas, des cadeaux et de la considération. Parmi ces cadeaux prénuptiaux, il y avait des mouchoirs brodés, du sucre, du miel, des cierges et du henné. Remplissant son rôle de marieuse, elle intervenait à toutes les étapes du mariage. Elle pouvait louer costumes, bijoux et ornements.
Au début du XXe siècle, des collectes faites pendant les cérémonies nuptiales la dédommageaient de son travail. Celles-ci avaient lieu pendant la cérémonie de l’engagement, puis au moment de la remise des cadeaux, celles qui portaient la mariée en triomphe (doura) recevaient aussi de l’argent. Une autre collecte avait lieu au cours de la nuit de l’arrivée, puis à l’occasion des souhaits de bienvenue à la mariée (ghrama d’el-hlib ou slama el-bousa). Enfin, la cérémonie du pantalon[Quoi ?] était suivie de nouveaux dons aux marieuses. Ce n'était pas tout puisque la présentation des cadeaux offerts par le mari à sa femme rapportait encore quelques subsides, ainsi que l'arrangement de la chevelure, au nahar hall er-ras. Les sept jours de cérémonie passés, à la fin de leur office, les marieuses recevaient du mari la ghrama d’sba’ayyam (la rétribution des sept jours).
Aujourd’hui, la nagafa reçoit des honoraires fixes.